# 이인구 (야구인)
이인구(李寅九, 1980년 11월 7일 ~ )는 KBO 리그 전 고양 원더스의 선수이자, 현재 양산시베이스볼클럽 유소년 야구단 코치이다.

## 선수 시절

### 아마추어 시절
강덕초등학교, 잠신중학교, 배재고등학교, 동아대학교를 졸업하고 2003년 롯데 자이언츠에 입단하여 외야수로 활동했다.

### 롯데 자이언츠 시절
2007년 강병철 감독이 롯데 부임 이후 이인구에게 큰 기대를 걸고 시즌 개막전 3번타자라는 중책을 맡겼으나 심리적 부담과 잦은 부상으로 기회를 살리지는 못했다. 그러나 2008년 여름 손아섭의 부상과 정수근의 돌발행동으로 인한 기회를 잡아 2008년 후반기 좋은 활약을 펼치며 시즌을 마무리 2009년 개막전 멤버로 여름이 되기 전까지 좋은 활약을 펼쳤으나 날씨가 더워지면서 부진하였다. 그후 2010년에는 잔부상 등으로 몇경기 출전하지 못하였고 2011년에는 계속 1군에 있으면서 나름 쏠쏠한 활약을 해주었다. 2012년 그의 하락세가 시작되는해. 전지훈련 두산과의 연습게임 중 펜스에 충돌하는 사고가 발생하였다. 그의 부상은 의외로 큰부상이였다. 발목수술 및 재활로 1년이상을 날려먹고 결국 2013년 시즌 후 방출되었다.

### 고양 원더스 시절
방출후 고양 원더스에 입단하였으나 고질적인 손목부상과 발목부상이 재발하며 유니폼을 벗게되었다.

## 야구선수 은퇴 후
2018년 10월 13일 롯데 자이언츠 동료인 김만윤과 함께 양산MK유소년야구단을 창단하고 초대 감독으로 부임 경상남도 양산시 물금읍의 강민호야구장, 황산구장에서 유소년을 지도하고 있다.

## 출신 학교
- 서울강덕초등학교
- 잠신중학교
- 배재고등학교
- 동아대학교

1. ↑  https://m.blog.naver.com/manyoun9